# Grande Prêmio da Bélgica de 2015
O Grande Prêmio da Bélgica de 2015 (formalmente denominado 2015 Formula 1 Shell Belgian Grand Prix) foi uma corrida de Fórmula 1 disputada em 23 de agosto de 2015 no Spa-Francorchamps, em Spa, Bélgica. Foi a décima primeira etapa da temporada de 2015.
Essa corrida foi vencida por Lewis Hamilton, tendo Nico Rosberg em segundo e Romain Grosjean em terceiro que volta ao pódio após quase dois anos desde Grande Prêmio dos Estados Unidos de 2013.

## Pneus
| Nome do composto | Cor | Banda de rolamento | Condições de Tempo | Dry Type | Aderência | Longevidade |
| ---------------- | --- | ------------------ | ------------------ | -------- | --------- | ----------- |
| Macio            |     | Slick (P Zero)     | Seco               | Soft     | Médio     | Médio       |
| Médio            |     | Slick (P Zero)     | Seco               | Medium   | Médio     | Médio       |

## Resultados

### Treino Classificatório
| Pos.                     | Nº | Piloto           | Construtor             | Q1       | Q2       | Q3       | Grid |
| ------------------------ | -- | ---------------- | ---------------------- | -------- | -------- | -------- | ---- |
| 1                        | 44 | Lewis Hamilton   | Mercedes               | 1:48.908 | 1:48.024 | 1:47.197 | 1    |
| 2                        | 6  | Nico Rosberg     | Mercedes               | 1:48.923 | 1:47.955 | 1:47.655 | 2    |
| 3                        | 77 | Valtteri Bottas  | Williams-Mercedes      | 1:49.026 | 1:49.044 | 1:48.537 | 3    |
| 4                        | 8  | Romain Grosjean  | Lotus-Mercedes         | 1:49.353 | 1:48.981 | 1:48.561 | 9 4  |
| 5                        | 11 | Sergio Pérez     | Force India-Mercedes   | 1:49.006 | 1:48.792 | 1:48.599 | 4    |
| 6                        | 3  | Daniel Ricciardo | Red Bull-Renault       | 1:49.664 | 1:49.042 | 1:48.639 | 5    |
| 7                        | 19 | Felipe Massa     | Williams-Mercedes      | 1:49.688 | 1:48.806 | 1:48.685 | 6    |
| 8                        | 13 | Pastor Maldonado | Lotus-Mercedes         | 1:49.568 | 1:48.956 | 1:48.754 | 7    |
| 9                        | 5  | Sebastian Vettel | Ferrari                | 1:49.264 | 1:48.761 | 1:48.825 | 8    |
| 10                       | 55 | Carlos Sainz Jr. | Toro Rosso-Renault     | 1:49.109 | 1:49.065 | 1:49.771 | 10   |
| 11                       | 27 | Nico Hülkenberg  | Force India-Mercedes   | 1:49.499 | 1:49.121 |          | 11   |
| 12                       | 26 | Daniil Kvyat     | Red Bull-Renault       | 1:49.469 | 1:49.228 |          | 12   |
| 13                       | 9  | Marcus Ericsson  | Sauber-Ferrari         | 1:49.523 | 1:49.586 |          | 13   |
| 14                       | 7  | Kimi Räikkönen   | Ferrari                | 1:49.288 | S/Tempo  |          | 16 5 |
| 15                       | 33 | Max Verstappen   | Toro Rosso-Renault     | 1:49.831 | S/Tempo  |          | 18 3 |
| 16                       | 12 | Felipe Nasr      | Sauber-Ferrari         | 1:49.952 |          |          | 14   |
| 17                       | 22 | Jenson Button    | McLaren-Honda          | 1:50.978 |          |          | 19 2 |
| 18                       | 14 | Fernando Alonso  | McLaren-Honda          | 1:51.420 |          |          | 20 1 |
| 19                       | 28 | Will Stevens     | Manor Marussia-Ferrari | 1:52.948 |          |          | 15   |
| 20                       | 98 | Roberto Merhi    | Manor Marussia-Ferrari | 1:53.099 |          |          | 17   |
| Tempo dos 107%: 1:56.531 |    |                  |                        |          |          |          |      |
| Fonte:                   |    |                  |                        |          |          |          |      |

Notas
- ↑1  – Fernando Alonso, perdeu 30 posições no grid por utilizar o ICE (Motor de Combustão Interna), turbocompressor, MGU-H (Sistema de Recuperação de Energia de Calor), MGU-K (Sistema de Recuperação de Energia Cinética) e mudanças em controles eletrônicos.
- ↑2  – Jenson Button, perdeu 25 posições no grid por utilizar o turbocompressor, MGU-H (Sistema de Recuperação de Energia de Calor), MGU-K (Sistema de Recuperação de Energia Cinética) e ICE (Motor de Combustão Interna).
- ↑3  – Max Verstappen, perdeu dez posições no grid por utilizar o quinto motor na temporada.
- ↑4  – Romain Grosjean, perdeu cinco posições no grid por trocar de câmbio.
- ↑5  – Kimi Räikkönen, perdeu cinco posições no grid por trocar de câmbio.

### Corrida
| Pos.   | Nu. | Piloto           | Construtor             | Voltas | Tempo/Retirado | Grid | Pontos |
| ------ | --- | ---------------- | ---------------------- | ------ | -------------- | ---- | ------ |
| 1      | 44  | Lewis Hamilton   | Mercedes               | 43     | 1:23:40.387    | 1    | 25     |
| 2      | 6   | Nico Rosberg     | Mercedes               | 43     | +2.058         | 2    | 18     |
| 3      | 8   | Romain Grosjean  | Lotus-Mercedes         | 43     | +37.988        | 9    | 15     |
| 4      | 26  | Daniil Kvyat     | Red Bull-Renault       | 43     | +45.692        | 12   | 12     |
| 5      | 11  | Sergio Pérez     | Force India-Mercedes   | 43     | +53.997        | 4    | 10     |
| 6      | 19  | Felipe Massa     | Williams-Mercedes      | 43     | +55.283        | 6    | 8      |
| 7      | 7   | Kimi Räikkönen   | Ferrari                | 43     | +55.703        | 16   | 6      |
| 8      | 33  | Max Verstappen   | Toro Rosso-Renault     | 43     | +56.076        | 18   | 4      |
| 9      | 77  | Valtteri Bottas  | Williams-Mercedes      | 43     | +1:01.040      | 3    | 2      |
| 10     | 9   | Marcus Ericsson  | Sauber-Ferrari         | 43     | +1:31.234      | 13   | 1      |
| 11     | 12  | Felipe Nasr      | Sauber-Ferrari         | 43     | +1:42.311      | 14   |        |
| 12     | 5   | Sebastian Vettel | Ferrari                | 42     | +1 volta       | 8    |        |
| 13     | 14  | Fernando Alonso  | McLaren-Honda          | 42     | +1 volta       | 20   |        |
| 14     | 22  | Jenson Button    | McLaren-Honda          | 42     | +1 volta       | 19   |        |
| 15     | 98  | Roberto Merhi    | Manor Marussia-Ferrari | 42     | +1 volta       | 17   |        |
| 16     | 28  | Will Stevens     | Manor Marussia-Ferrari | 42     | +1 volta       | 15   |        |
| Ret    | 55  | Carlos Sainz Jr. | Toro Rosso-Renault     | 32     |                | 10   |        |
| Ret    | 3   | Daniel Ricciardo | Red Bull-Renault       | 19     |                | 5    |        |
| Ret    | 13  | Pastor Maldonado | Lotus-Mercedes         | 2      |                | 7    |        |
| NL     | 27  | Nico Hülkenberg  | Force India-Mercedes   | 0      |                | 11   |        |
| Fonte: |     |                  |                        |        |                |      |        |

## Curiosidades
- Foi o último pódio francês na Fórmula 1 por 4 anos, Até o Grande Prêmio do Brasil de 2019, no qual Pierre Gasly terminou em segundo lugar.

## Tabela do campeonato após a corrida
Somente as cinco primeiras posições estão incluídas nas tabelas.
| Pos | Piloto           | Pontos | Var |
| --- | ---------------- | ------ | --- |
| 1   | Lewis Hamilton   | 227    | 0   |
| 2   | Nico Rosberg     | 199    | 0   |
| 3   | Sebastian Vettel | 160    | 0   |
| 4   | Kimi Räikkönen   | 82     | 1   |
| 5   | Felipe Massa     | 82     | 1   |

| Pos | Construtor        | Pontos | Var |
| --- | ----------------- | ------ | --- |
| 1   | Mercedes          | 426    | 0   |
| 2   | Ferrari           | 242    | 0   |
| 3   | Williams-Mercedes | 161    | 0   |
| 4   | Red Bull-Renault  | 108    | 0   |
| 5   | Lotus-Mercedes    | 50     | 1   |